# Sadeq Khalkhali
Sadeq Ahmadi Givi, conhecido como Sadegh Khalkhali (Persa: صادق خلخالی Ṣādeq Khalkhalī; Ardabil, 27 de julho de 1926 - Teerã, 26 de novembro de 2003), foi um clérigo xiita linha-dura da República Islâmica do Irã.
Khalkhani tornou-se conhecido internacionalmente quando, em 1979, apareceu em imagens de emissoras de todo o mundo, exibindo o corpo de um dos soldados norte-americanos que participaram de uma fracassada incursão militar em território iraniano para tentar libertar os reféns presos pelos revolucionários na Embaixada dos Estados Unidos em Teerã.
Radicado na cidade de Qom, durante os primeiros anos da Revolução Iraniana, ele transformou-se em um dos juízes mais implacáveis contra os réus, aos quais condenava à forca, nos tribunais islâmicos. Seu rigor o tornou conhecido como "a cólera de Deus" e "o juiz da forca". Ele acabou destituído do tribunal em 1980, pelo aiatolá Ruhollah Khomeini, sem que nunca se arrependesse por alguma condenação à morte. Ao jornal francês Le Figaro afirmou que "se as minhas vítimas voltassem à Terra, eu os executaria novamente, sem exceções". Quando morreu de uma doença coronária e de câncer, aos 77 anos, em 2003, estima-se que Khalkhali havia enviado ao menos oito mil pessoas para a forca ou para o pelotão de fuzilamento.